# Poggio Mirteto
Poggio Mirteto ist eine Gemeinde in der Provinz Rieti in der italienischen Region Latium mit 6124 Einwohnern (Stand 31. Dezember 2023). Sie liegt 54 km nördlich von Rom und 32 km südwestlich von Rieti. Sie ist Sitz des suburbikarischen Bistums Sabina-Poggio.
Der Name bedeutet Hügel der Myrte.

## Geographie
Poggio Mirteto liegt auf einem Hügel in den Sabiner Bergen. Es ist Mitglied der Comunità Montana Sabina. Das Gemeindegebiet erstreckt sich von den Sabiner Bergen bis zum Tiber der die westliche Grenze bildet.
Die Ortsteile sind Castel San Pietro, Poggio Mirteto Scalo, San Luigi und San Valentino.
Die Nachbarorte sind Filacciano (RM), Forano, Montopoli di Sabina, Poggio Catino, Salisano, Torrita Tiberina (RM).

### Verkehr
Poggio Mirteto liegt 18 km von der Ausfahrt Ponzano Romano-Soratte an der Autobahn A1 Autostrada del Sole von Rom nach Mailand entfernt.
Sein Bahnhof an der Regionalbahnstrecke FR1 vom Flughafen Rom-Fiumicino über Rom-Tiburtina nach Orte, befindet sich 7 km vom Ortszentrum im Ortsteil Poggio Mirteto Scalo.

## Geschichte
Poggio Mirteto liegt im Zentrum des antiken Siedlungsgebiets der Sabiner. In der römischen Antike entstanden im Gemeindegebiet einige Villen und Landgüter, aber keine größere Siedlung. Erst im 12. Jahrhundert schloss die Landbevölkerung sich in befestigten Orten zusammen. Die Abtei Farfa errichtete auf dem Hügel von Poggio Mirteto eine Burg, um ihr Einflussgebiet abzusichern. In der Renaissance, der Zeit, in der Alessandro Farnese Kommendatarabt in Farfa war, erlebte der Ort eine Blütezeit. Die prächtige Porta Farnese legt davon noch heute Zeugnis ab. 1841 wurde Poggio Mirteto Bischofssitz und ist heute Sitz der Diözese Sabina-Poggio Mirteto sowie des suburbikarischen Kardinalbistums.

## Bevölkerungsentwicklung
| Jahr      | 1861 | 1881 | 1901 | 1921 | 1936 | 1951 | 1971 | 1991 | 2001 | 2011 |
| Einwohner | 2326 | 2704 | 3394 | 3723 | 3847 | 4271 | 4211 | 4942 | 5168 | 6157 |

Quelle: ISTAT

## Politik
Am 25. Mai 2014 wurde Giancarlo Micarelli (Lista Civica: Solidarietà e Progresso) zum Bürgermeister gewählt. Er wurde am 26. Mai 2019 wiedergewählt.

## Sehenswürdigkeiten
- Poggio Mirteto besitzt noch einen mittelalterlichen Ortskern mit einer planmäßigen Erweiterung aus der Renaissance. Besonders wichtig ist der Dom Santa Maria Assunta kurz vor dem Tor zum Ortskern, der heute das sakrale Zentrum des Bistums ist. Er hat von der Renaissance bis zum Klassizismus alle Baustile in sich vereint und besitzt eine hohe Schaufassade nah außen hin.
- Die Kirche San Paolo vor den Toren ist eine alte Pieve und kann im Inneren auf eine Bibel für das Volk verweisen, in der die Geschehnisse aus der Bibel malerisch dargestellt sind, vom Mittelalter bis zur Renaissance.
- Die Kirche San Rocco steht vor der Piazza Martiri della Libertà und zeigt eine hochbarocke Fassade.
- Der Palazzo Farnese ist durch Wappen und Inschriften der entsprechenden Familie gekennzeichnet, die lange Jahre im 16. Jahrhundert das Amt des Kommendatarabtes von Farfa ausübte.
- Beim Ortsteil San Valentino wurden die Bagni di Lucilla ausgegraben, eine Thermenanlage, die nur legendenhaft von der Kaiserin Lucilla restauriert worden sein soll, was nicht stimmen kann.
- Der Ortsteil Castel San Pietro ist ein mittelalterliches Dorf mit dem Castello Bonaccorsi, das 988 erstmals erwähnt wurde.

## Persönlichkeiten
- Bernardino Stefonio (1560–1620), Jesuit

## Städtepartnerschaft
Poggio Mirteto ist verschwistert mit Canéjan im französischen Département Gironde (seit 2003), mit Nagykovacsi oim Norden von Ungarn, Silleda in Galicien (Spanien) und Massa in der Toskana (Italien, seit 2017).